# 林家興
林家興（1990年6月8日—），台灣政治幕僚，中國國民黨籍，現任台中市政府工商發展投資策進會副總幹事，曾任國民黨文傳會副主委、中國國民黨青年團總團長。
2024年獲得國民黨徵召參選臺中市第七選舉區立法委員，未能當選。

## 生平
林家興出生於台北市大安區。父親林德蒼（1929年—2011年）為浙江省溫州市人，是中華民國國軍退伍老兵，曾擔任中國電視公司節目製作人；母親為印尼華僑。
林家興成長於桃園市，就讀國立中壢高商資料處理科，畢業後考取國立政治大學歷史學系與政治學系雙學位，大學時期曾任第11屆國立政治大學學生會會長、校務會議學生代表、臺灣北部大專院校學生自治聯合協會（北學聯）協會理事長及創會召集人，畢業後考取中華民國陸軍預備軍官並服役於陸軍關渡地區指揮部擔任機械化步兵少尉排長。
2015年5月朱習會中，林家興以中國國民黨青年團總團長的身份出席，為國民黨方面與會者中最年輕的一員。
2016年，獲得國民黨提名為第九屆不分區立法委員候選人。
2019年接連取得紐約大學國際關係碩士、國立臺灣大學國家發展研究所大陸與兩岸關係組碩士學位後；加入永齡基金會青年平台擔任執行秘書。
2020年1月15日，林家興率領數十位青年到中國國民黨中央黨部發起「青黨行動」，主張「反共不反中」、「清黨反紅統」。
2021年9月，獲當選中國國民黨主席的朱立倫委任為中國國民黨文傳會副主委兼黨史館主任。

## 選舉紀錄
| 年度 | 選舉屆數             | 選舉區           | 所屬政黨   | 得票數 | 得票率 | 當選標記 | 備註 |
| ---- | -------------------- | ---------------- | ---------- | ------ | ------ | -------- | ---- |
| 2024 | 第十一屆立法委員選舉 | 臺中市第七選舉區 | 中國國民黨 | 95,549 | 40.89% |          |      |

## 外部連結
- 中常委 - 中國國民黨全球資訊網 KMT Official Website （页面存档备份，存于）